# アーロン・プライヤー
アーロン・プライヤー（Aaron Pryor、1955年10月20日 - 2016年10月9日）は、アメリカ合衆国の元プロボクサー。オハイオ州シンシナティ出身。元WBA・IBF世界スーパーライト級王者。
デビュー以来36連勝のうち世界戦を含め26連続KO勝利の記録を持つ。現役時代の異名はシンシナティの荒鷲（The Hawk）、またはビースト（野獣）。
また、息子のアーロン・プライヤー・ジュニアもプロボクサーである。
引退後はバプテスト教会の助祭となった。

## 来歴

### アマチュア時代
1974年、ナショナルゴールデングローブにライト級(60kg)で出場し準決勝で敗退。全米選手権にライト級(60kg)で出場し決勝で敗退。
1975年、ナショナルゴールデングローブにライト級(60kg)で出場し優勝。
1976年、ナショナルゴールデングローブにライト級(60kg)で出場し決勝で5階級制覇を達成するトーマス・ハーンズに大差の判定勝ちをおさめ優勝。同年モントリオールオリンピックの選考試合でハワード・デイヴィス・ジュニアに2度敗れ、モントリオールオリンピックは補欠での参加となった。
204勝16敗の戦績でプロへ転向。

### プロ時代
1976年11月12日、4RKO勝ちでプロデビュー、400ドルのファイトマネーを稼いだ。ラロッサピザの創業者バディ・ラロッサとマネージャー契約を交わす。
ライト級で連勝を重ね1980年8月2日、1階級上のアントニオ・セルバンテス（コロンビア）に4RKO勝ちし、無敗でWBA世界スーパーライト級王座を獲得。5万ドルのファイトマネーを稼いだ。
1981年、ロベルト・デュランと75万ドルで対戦するオファーがあるが、弁護士にラロッサと新しい契約を交わすまでは試合の契約をするなと指示される内に試合の話が流れてしまう。また、シュガー・レイ・レナードから50万ドルで対戦オファーがあるがプライヤーは断っている。
シュガー・レイ・レナードとファイトマネー75万ドルで対戦する契約にサインをして試合が決定する。しかし、1982年5月14日のレナード対ロジャー・スタッフォードを観戦に向かう途中に運転していた車のラジオでレナードが網膜はく離を患ったと聞き試合が中止になったことを知る。この時のことをプライヤーは「路肩に車を寄せ。俺は泣いたよ」と語っている。レナードは6ヵ月後に引退。
1982年7月4日、亀田昭雄（日本）と対戦し、1回にダウンを奪われるも6回TKO勝ち（5度目の防衛）

#### ブラックボトル事件
1982年11月12日、フロリダ州のオレンジボウルでアレクシス・アルゲリョ（ニカラグア）と対戦し、試合前半はいつも通りのインファイトを挑んだが後半は普段はあまり見せないアウトボクシングに徹し、14回にスタミナが切れてきたアルゲリョに連打を叩き込み失神させ14回TKO勝利を収め、プライヤーは160万ドル、アルゲリョは150万ドルのファイトマネーを稼いだ。しかし、プライヤーのトレーナーのパナマ・ルイスが試合中に取っていた行動が試合後大きな論争を巻き起こすことになる。13回までプライヤーの劣勢で試合が進みジャッジのスコアカードでも2者がプライヤーの負けと採点していた。ここからプライヤーは14回に逆転TKO勝利を収めるが、13回終了後のインターバル中にパナマ・ルイスが「そのボトルじゃない、俺が混ぜたボトルを寄こせ」とアシスタントセコンドのアーティー・カーリーに指示を出し黒いボトルを受け取っていた場面を試合を中継したテレビカメラに捉えられていた。この言動からパナマ・ルイスが精神刺激薬を混ぜた水をプライヤーに与えたのではないかと疑惑が浮上し、大きな論争が巻き起こった。ルイスとプライヤーは不正行為を行ったことを否定し、カーリーはペパーミントシュナップス（蒸留酒）を混ぜた水を使ったのだと語ったが疑惑が晴れることはなかった。なお、2009年に製作されたドキュメンタリー番組の中で、パナマ・ルイスがトレーナーだったボクサーのルイス・レストが、パナマ・ルイスは抗ヒスタミン薬を砕いて混ぜた水をスタミナを強化するために選手に使っていたと証言している。
1983年6月1日、USBA国際部（後のIBF）から初代世界スーパーライト級王者に認定された。
1983年6月16日のビリー・コリンズ・ジュニア対ルイス・レストで、ルイス・レストのトレーナーについたパナマ・ルイスがボクシンググローブの中綿を抜く不正を働いていた事が発覚し、永久資格剥奪処分を受ける。このためプライヤーは別のトレーナーを雇うが、そりが合わなかったため、アルゲリョ再戦の2週間前に新たにエマヌエル・スチュワードをトレーナーとして雇った。
1983年9月9日、アルゲリョと再戦。序盤から主導権を握り1回と4回にダウンを奪い10回にロープ際の連打で追い込み耐え切れなくなったアルゲリョがしゃがみ込んでKO勝ち。試合後にプライヤーとアルゲリョは共にボクシング引退を発表した。
1983年10月、指名挑戦者のジョニー・バンファスとの対戦を拒否したためWBA世界スーパーライト級王座を剥奪される。
1984年3月、引退を撤回し復帰を宣言。(プライアーは左眼に網膜剥離を患っていたが当時は身体検査が甘く、またIBFはスター選手を必要としていた)
1984年6月22日、9ヶ月ぶりに復帰戦を行い、ニック・フラーノを相手に15回判定で初防衛に成功するが、プライヤーがプロデビューから初めて判定まで行った試合になった。
この頃から麻薬に溺れ、試合を行えなくなった事で1985年12月にIBFに王座を剥奪される。
1986年10月、母親の首を絞めたとして逮捕される。
1986年12月、アレクシス・アルゲリョがプライヤーと偶然出会う。この時のことをアルゲリョは「彼の風貌にショックを受けたよ。彼は110ポンド(約50キロ)ぐらいまで痩せていた。近づいて『しっかりしろよ。アーロン。しっかりしろ』と呼びかけたけど、彼が理解出来ていたのか、聞こえていたのかさえわからなかった」と語っている。
1987年2月26日、女性を強姦、監禁したとして逮捕される。
1987年8月8日、麻薬から足を洗ったと宣言し約2年半ぶりに現役復帰をして試合を行うが無名のボビー・ジョー・ヤングに7RTKO負けを喫した。(プライヤーのプロキャリアで唯一の敗戦)
1989年9月、プライヤーの車からコカイン吸引に使用したパイプを警察が見つけ起訴され、1990年4月に2年間の麻薬治療を命じられるが、プライヤーは無罪を主張した。
1990年5月16日、約1年半ぶりの試合。ウィスコンシン州でダレル・ジョーンズと対戦し3RKO勝利。ジョーンズ戦の前にプライヤーは白内障と網膜剥離の手術を受け、ネバダ州、カリフォルニア州、ニューヨーク州のアスレチックコミッションからボクシングライセンスの交付を拒否されていた。ネバダ州のコミッションはプライヤーの左眼は医学的に失明状態にあると診断している。そのため、プライヤーは試合の結果どのような事態になっても自己責任であると署名してウィスコンシン州からライセンスの交付を受けていた。
1990年12月4日の試合を最後に引退した。
なお、現役時代、契約したマネージャーであるブディ・サロメにデビューから引退まで獲得したファイトマネーの半分を搾取され人気ボクサーでありながら全く華やかな生活を送ることができなかったという。
1991年3月、故郷のオハイオ州シンシナティで販売目的でコカインを所持していたとして逮捕され、約半年間刑務所に服役。その後、麻薬リハビリセンターで出会った白人女性と結婚した。
1993年、麻薬依存を克服。
2016年10月9日、オハイオ州シンシナティの自宅で死亡。心臓病を患い、長く闘病生活が続いていた。

## 戦績
アマチュア戦績：220戦204勝16敗
- 通算戦績：40戦39勝（35KO）1敗
- 世界戦戦績：11戦全勝（9KO）無敗

## 獲得タイトル
- WBA世界スーパーライト級王座（防衛8度）
- IBF世界スーパーライト級王座（防衛2度）